# Carl von Kühlewein
Ludwig Friedrich Theodor Carl von Kühlewein (* 25. Februar 1846 in Malchin; † 21. Februar 1916 in Berlin) war ein deutscher Unternehmer und Numismatiker.

## Herkunft
Seine Eltern waren der kaiserlich russische Hofrat Gustav Friedrich von Kühlewein (* 23. Dezember 1800; † 6. Juni 1867) und dessen Ehefrau Auguste Henriette Sophie Christiane Nicolai. Sein Vater war Herr auf Pieskow im Kreis Beeskow-Storkow und besaß den russischen Erbadel. Am 31. Juli 1895 erfolgte die preußische Adelsanerkennung.

## Leben und Wirken
Kühlewein war von 1883 bis 1908 kaufmännischer Direktor der 1871 gegründeten Großen Berliner Pferde-Eisenbahn AG (ab 1898 als Große Berliner Straßenbahn),  die 1873 den Betrieb mit der Strecke vom Rosenthaler Platz nach Gesundbrunnen begann.

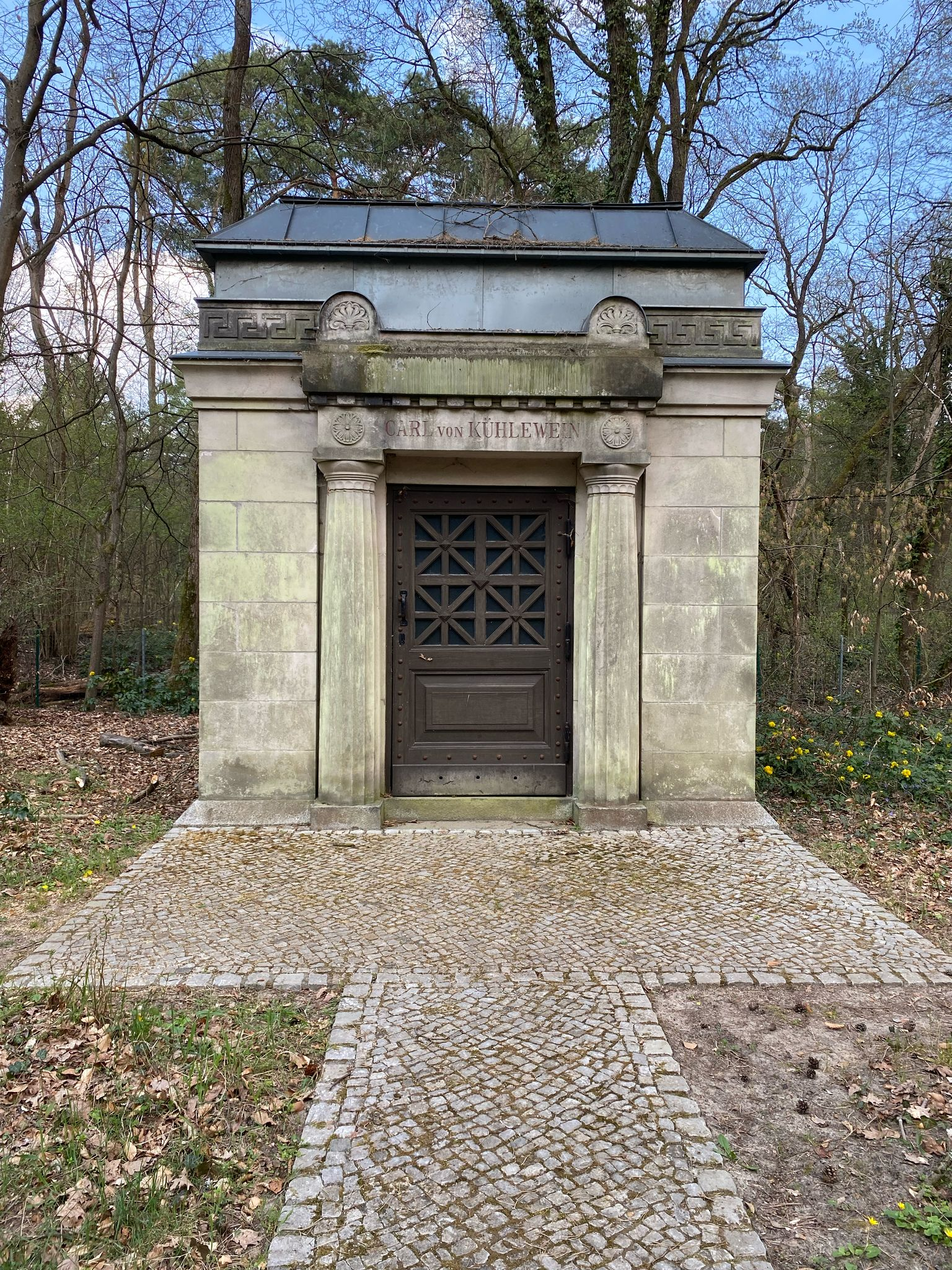
Mausoleum auf dem Südwestkirchhof Stahnsdorf

Er trug den Titel Geheimer Regierungsrat und gab die Anregung für die erste Berliner Gewerbeausstellung (1896). Per 31. Juli 1895 wurden er und seine jüngeren Brüder, Hermann (1847–1931), königlich preußischer Forstmeister in Ziegelroda bei Roßleben, und Leopold (1849–1928), königlich preußischer Generalarzt, durch königliches Diplom in den preußischen Adelsstand aufgenommen.
1898 wurde er Mitglied des Aufsichtsrats der Maschinenfabrik Ludwig Loewe & Co. AG in Berlin, in dem er bis zu seinem Tode verblieb. Weiterhin betätigte er sich als Numismatiker, speziell als Medaillensammler, verfasste eine Reihe von Beiträgen für münzkundliche Periodika (Zeitschrift für Numismatik, Zeitschrift für numismatisches Sammelwesen, Berliner Münzblätter) und war Mitglied der Numismatischen Gesellschaft zu Berlin. Als Vermächtnis schenkte er seine bedeutende Sammlung von 5000 Berliner Medaillen dem Berliner Münzkabinett (1916). Verheiratet war er in erster Ehe seit 1877 mit Bertha Krey (1855–1903), ab 1905 in zweiter Ehe mit Agnes von Garnier (* 1857).
Seine letzte Ruhestätte befindet sich nach Umbettung in ein Mausoleum, auf dem Südwestkirchhof Stahnsdorf. Nach ihm wurde um 1904 eine Straße in Berlin-Reinickendorf benannt.

## Schriften (Auswahl)
- Berliner Medaillen. In: Zeitschrift für Numismatik, 1904, 20.
- Das Pferd auf brandenburgisch-preußischen Münzen und Medaillen. In: Berliner Münzblätter. NF 1/1906.
- Der Bildhauer und Modelleur Leonhard Posch (1750–1831). In: Berliner Münzblätter. NF 2/1907, S. 614–619 (mit Hildegard Lehnert).